# Jan van Mersbergen
Jan van Mersbergen (Gorinchem, 10 april 1971) is een Nederlandse schrijver van romans en ander literair werk.

## Levensloop
Van Mersbergen groeide op aan de Brabantse kant van de rivier de Merwede, ging naar de middelbare school in Gorinchem en verhuisde op zijn negentiende naar Amsterdam. Hij studeerde HBO Cultuur en Beleid en Cultuursociologie aan de Universiteit van Amsterdam. Hij werkte onder andere als stratenmaker, als opperman in de bouw, als proefdierverzorger, als postbode, maar voornamelijk in het theater; als producent, productieleider, decorbouwer, fondsenwerver en administrateur. Sinds 2000 houdt hij zich serieus bezig met schrijven.

## Romans
In 2001 debuteerde Van Mersbergen met de roman De grasbijter, die genomineerd werd voor de jaarlijkse Debutantenprijs. De macht over het stuur, zijn tweede roman die in 2003 verscheen, gaat over een groep vrienden op het platteland die zich bezighouden met het sleutelen aan en het rijden in opgevoerde auto's. De identiteit van deze jongens is verweven met hun auto's. De derde roman van Van Mersbergen - De hemelrat - gaat over een proefdierverzorger, een meisje dat dagelijks haar zieke vriend in het ziekenhuis bezoekt en een kleine zwarte rat. De roman werd lovend ontvangen. Van Mersbergen werd geselecteerd voor het literaire jaarboek Het Magazijn 3 en hij werd genomineerd voor de Dif aanmoedigingsprijs 2005.
In februari 2007 verscheen Morgen zijn we in Pamplona, een roman over een bokser op de vlucht die verzeild raakt bij de jaarlijkse stierenrennen in Pamplona, Spaans Baskenland. Het boek leverde Van Mersbergen een nominatie op voor de BNG Nieuwe Literatuurprijs 2007 en voor de Halewijnprijs, de literaire prijs van de stad Roermond. Morgen zijn we in Pamplona is vertaald in het Duits (Kunstmann, september 2009), het Frans (Gallimard, maart 2010) het Engels (Peirene, juni 2011) en het Turks (Dedalus Kitap, januari 2015).
Zijn vijfde roman, Zo begint het, verscheen in april 2009. Een zwarte herdershond is in dit boek de verbindende factor tussen drie moeders. Met deze roman werd Van Mersbergen genomineerd voor de BNG Nieuwe Literatuurprijs 2009. Zo begint het is ook in het Duits vertaald (Kunstmann, september 2010).
In april 2010 werd zijn website door HP/De Tijd uitgeroepen tot beste literaire weblog van Nederland. Van Mersbergen ontving de BNG Nieuwe Literatuurprijs 2011 voor de roman Naar de overkant van de nacht. De roman werd daarnaast genomineerd voor de Libris Literatuurprijs 2012 en haalde de longlist van de AKO Literatuurprijs en de Gouden Boekenuil. Ook verschenen vertalingen in het Spaans, Catalaans, Frans en Turks.
In februari 2014 kwam De laatste ontsnapping uit, Van Mersbergens zevende roman, waarmee hij de F. Bordewijk-prijs won voor het beste Nederlandstalige prozaboek van dat jaar. Dit verhaal over een vluchteling uit voormalig Joegoslavië en zijn zoon, werd vertaald in het Servisch en in het Sloveens. In 2015 publiceerde hij de novelle Oase, die hij digitaal gratis liet verspreiden via internet. In 2016 verschenen een verboeking (vrij naar het scenario van de speelfilm Een echte Vermeer) en zijn achtste roman: De ruiter. Voor dit boek koos hij een ongebruikelijk vertelperspectief: het hele verhaal wordt door de ogen van een paard verteld - een experiment dat wisselende reacties opriep. Zijn roman De onverwachte rijkdom van Altena werd bekroond met de NRC Lezersprijs 2019. 
Zijn tiende roman, Een goede moeder, over onmachtig moederschap en een falend zorgsysteem, kwam uit in 2021. In 2023 verscheen de roman We moeten praten. Zijn twaalfde roman, Eiland zonder schaduw, verscheen in 2025. 

## Overig werk
Naast de genoemde romans en novelle, schrijft Van Mersbergen ook thrillers, onder heteroniem Frederik Baas. Zijn eerste, Dagboek uit de rivier, werd bekroond met de Hebban Debuutprijs voor Beste Thriller en is vertaald in het Arabisch (Dar Oktob, Cairo). Onder zijn eigen naam verscheen in 2021 als e-book een masterclass met als titel en thema: Schrijf je eigen thriller.
Een kinderboek met de titel Wat is water? werd in 2021 uitgebracht als Gouden Boekje.
In februari 2022 verscheen een autofictie-werk, Mijn pa is nooit alleen. Hierin beschrijft Van Mersbergen wat hij ziet als het kluizenaarschap van zijn vader en onderzoekt hij zijn eigen verhouding tot zijn gezin van herkomst. Later in 2022, op 11 november, werd zijn boek Carnaval, een levensverhaal gepresenteerd, met als ondertitel De persoonlijke biografie van ons volksfeest. Na het fictiewerk Naar de overkant van de nacht is dit een meer documentaire benadering van het thema carnaval.
Van 2010 tot 2020 was hij redactielid van literair tijdschrift De Revisor. Artikelen en verhalen verschenen verder in onder andere Vrij Nederland, De Gids en Tirade.

### Frederik Baas
Jan van Mersbergen schreef enkele thrillers onder het pseudoniem Frederik Baas:
- 2017: Dagboek uit de rivier, thriller, Uitgeverij Ambo|Anthos, ISBN 9789026337543
- 2018: Herberekening, thriller, Uitgeverij Ambo|Anthos, ISBN 9789026340178
- 2020: De druppel, thriller, Uitgeverij Ambo|Anthos, ISBN 9789026348693